# Конструювання радіоелектронної апаратури
Конструюва́ння радіоелектро́нної апарату́ри —  відбувається у два етапи: проектування детальної структурної схеми і створення креслень конструктивного оформлення.

## Блочна реалізація складання РЕА
При конструюванні, великий блок розглядається як «чорна скринька»: у нього є тільки входи, виходи і здатність продукувати потрібні операції. Коли готова загальна структура, можна перейти до розробки внутрішньої, детальної структури кожного блоку.

## Елементна база та інтеграція у РЕА
Цифрові пристрої в залежності від використаних елементів та технології їх виготовлення відносять до того чи іншого покоління. Елементною базою цифрової техніки першого покоління були електронні лампи, електромагнітні реле, резистори, конденсатори та інші дискретні елементи. Швидкодія ЕОМ на базі цих пристроїв становила кілька десятків тисяч операцій в секунду. Основними недоліками, що гальмували їх широке використання в різних сферах економіки були складність, мала швидкодія, значна споживана потужність. В наступні роки з появою транзисторів і інтегральних мікросхем стан суттєво змінився. Елементною базою ЕОМ другого покоління були напівпровідникові прилади і мініатюрні дискретні деталі, як запам'ятовувальні пристрої використовувались ферит-транзисторні комірки. Швидкодія напівпровідникових елементів ЕОМ у порівнянні з ламповими виросла більше ніж на порядок.
Основною елементною базою ЕОМ третього покоління стали мікросхеми з малим і середнім рівнем інтеграції. Після появи інтегральних мікросхем фізики і інженери направили свої зусилля на розробку удосконалених технологічних процесів, що дозволяють здійснити компактніше розміщення елементів на одному кристалі. З 1972 року почалася інтенсивна розробка ЕОМ четвертого покоління. Використання у виробництві оптичних методів технології отримання тонких плівок і способів осадження тонких плівок у вакуумі призвело до створення великих інтегральних схем (ВІС), які вміщують десятки і сотні тисяч елементів і з'єднань. З кожним роком вдвічі збільшувалось число елементів на одному кристалі, в результаті чого в 1980 році рівень інтеграції досяг порядку сотень тисяч елементів на кристалі — це вже надвеликі інтегральні мікросхеми.
Перехід від першого покоління ЕОМ до другого був пов'язаний зі зміною фізичних принципів роботи приладів, але конструктивне оформлення практично залишилося без змін. Третє покоління ЕОМ використовує ті ж прилади, що і друге, але розробка і складання машин вимагають принципово нових рішень.

## Виконання (витравлювання) плат

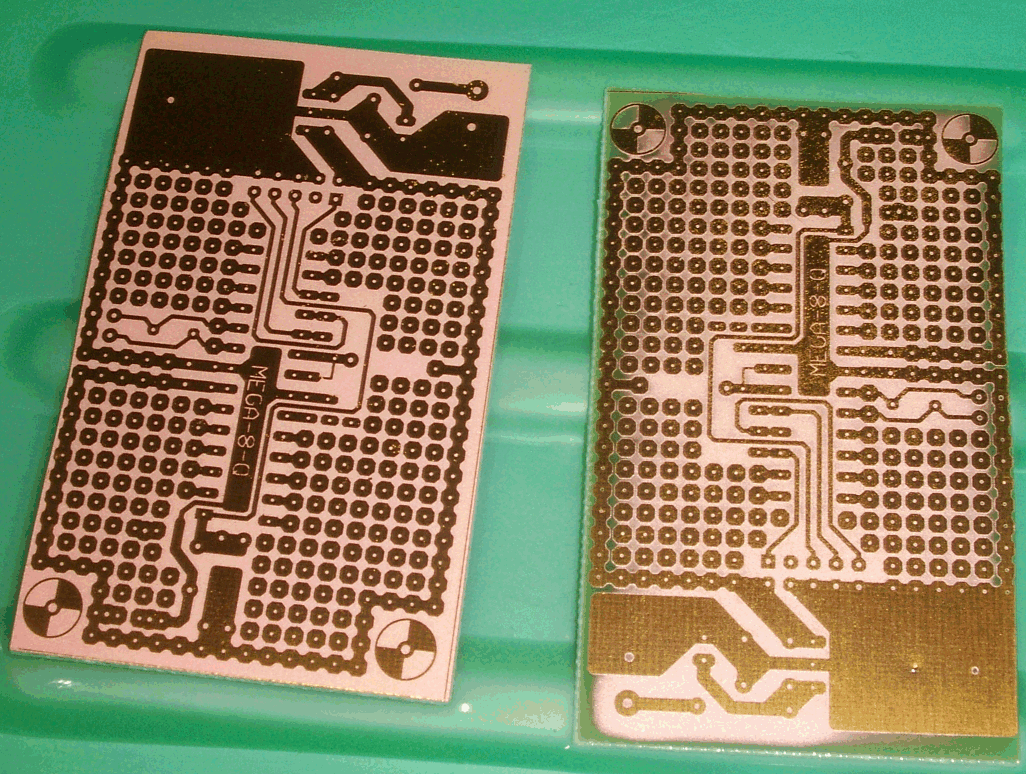

Для нанесення малюнка доріжок є спосіб фотолітографії, що ґрунтується на засвіченні через фотошаблони світлочутливих шарів-резистів, що наносяться на плату із суцільним металевим або діелектричним покриттям.

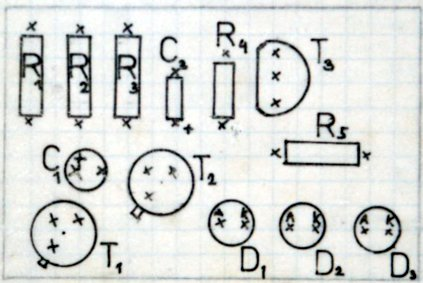
від схемного компонування
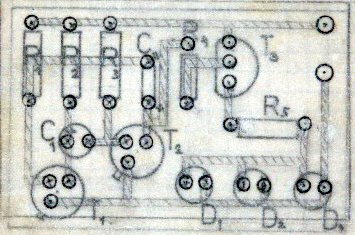
до схемно-доріжкового
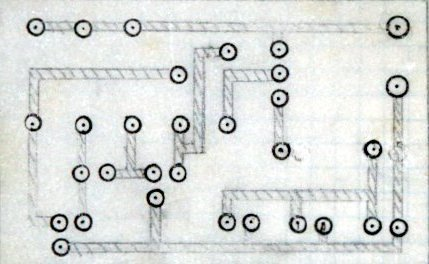
та місць під ніжки-контакти

## Насиченість монтажу

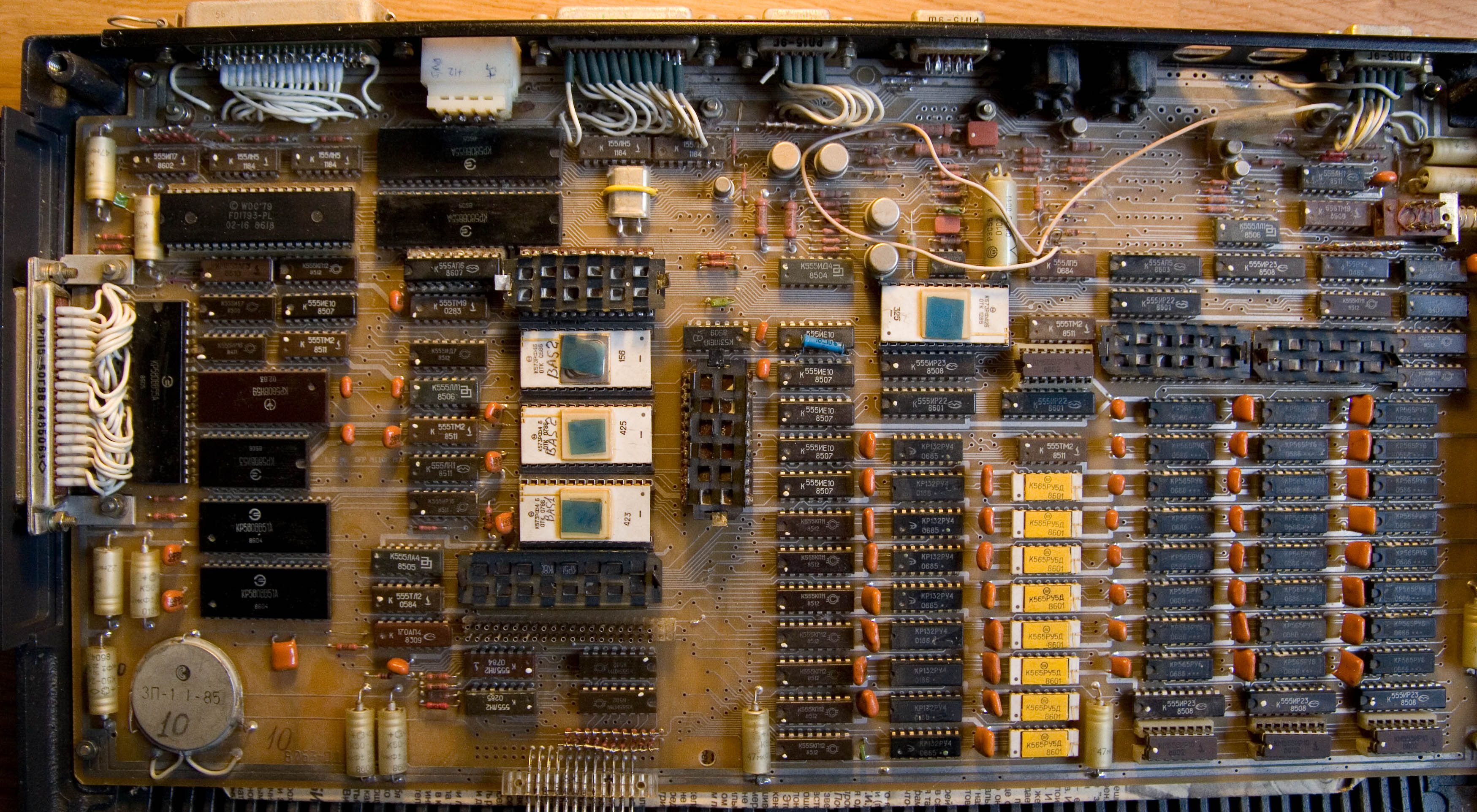

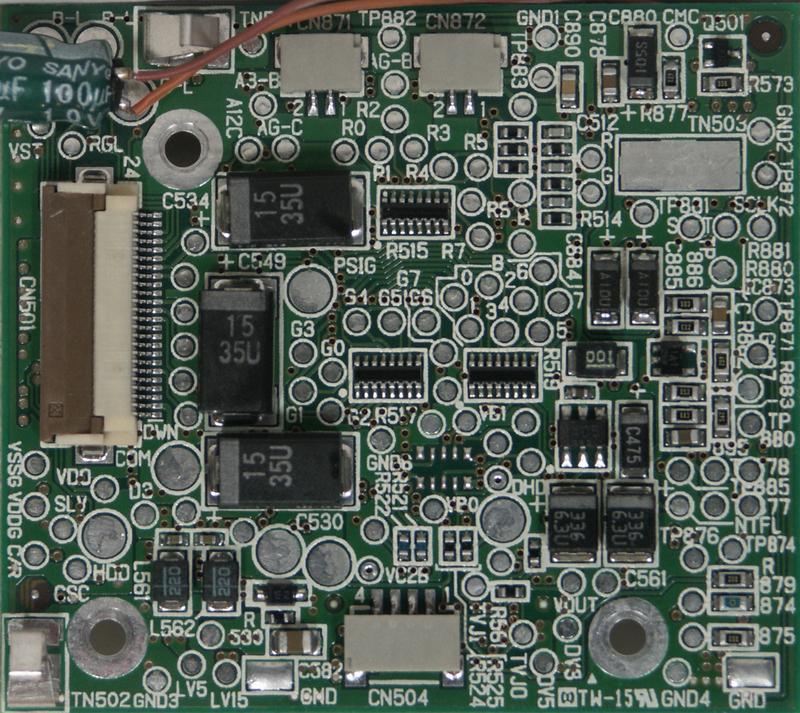

Інтегральний монтаж
Поверхневий монтаж

## Автоматизація проектування РЕА

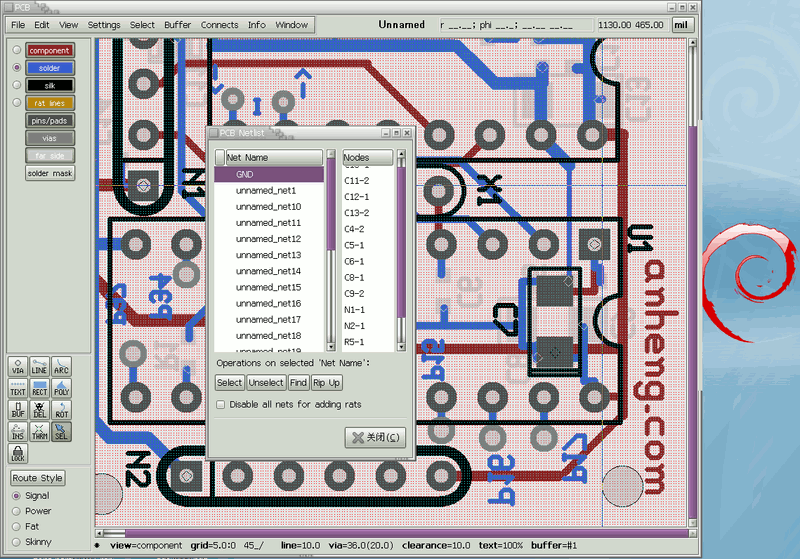
Застосування ЕОМ для проектування друкованих плат

Автоматизація проектування значно скорочує терміни розробки машин, дозволяє уникнути багатьох помилок, які виявляються при налагодженні дослідного зразка.

## Дослідне та експериментально-любительське конструювання РЕА

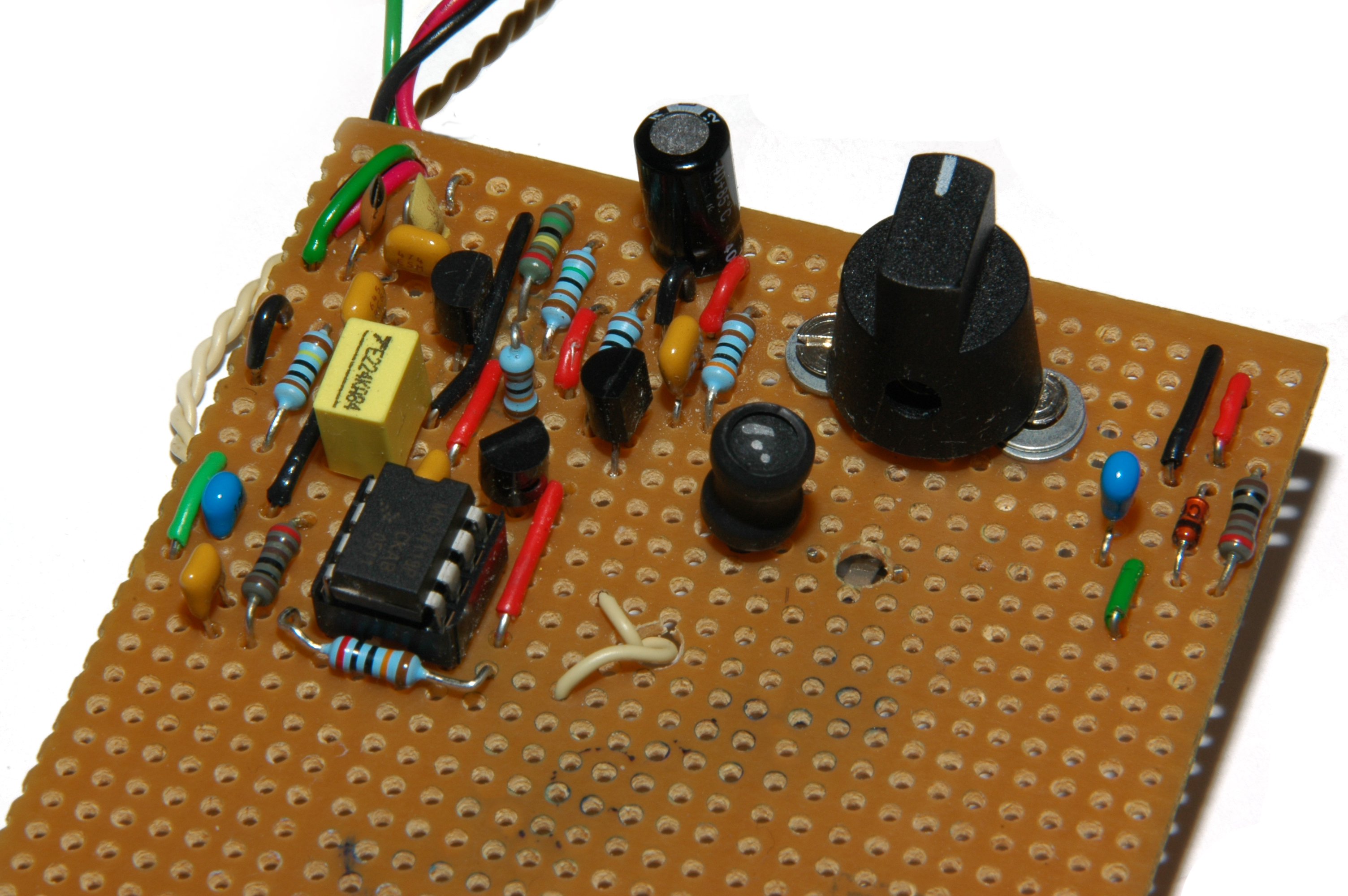
bradboard-монтаж

Для опробування експериментальних зразків техніки, інколи застосовують монтаж на т. зв. макетна плата.

## Джерела

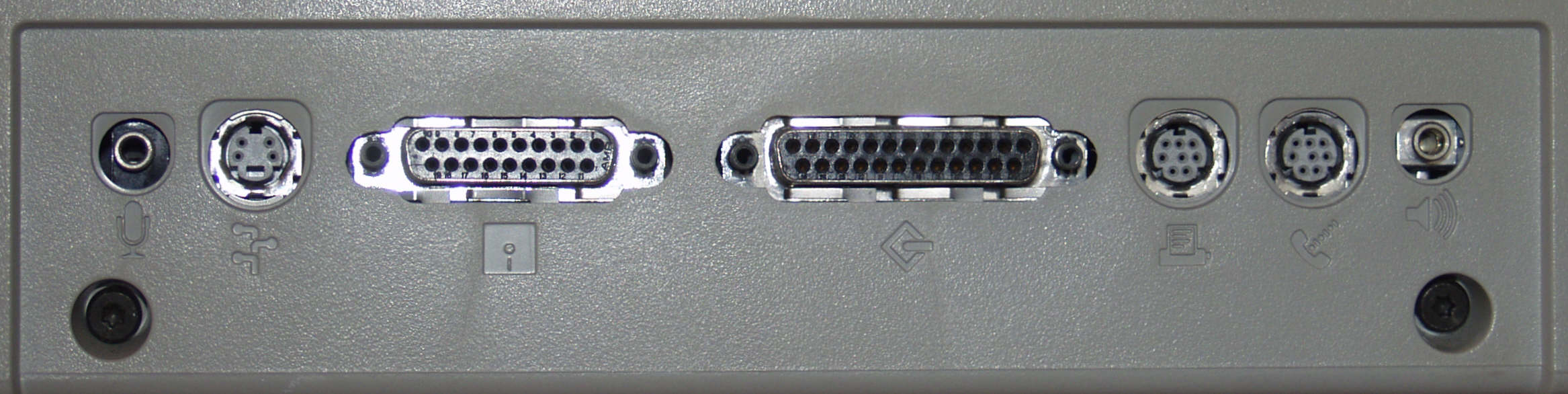